# An der Kunst 11 (Quedlinburg)

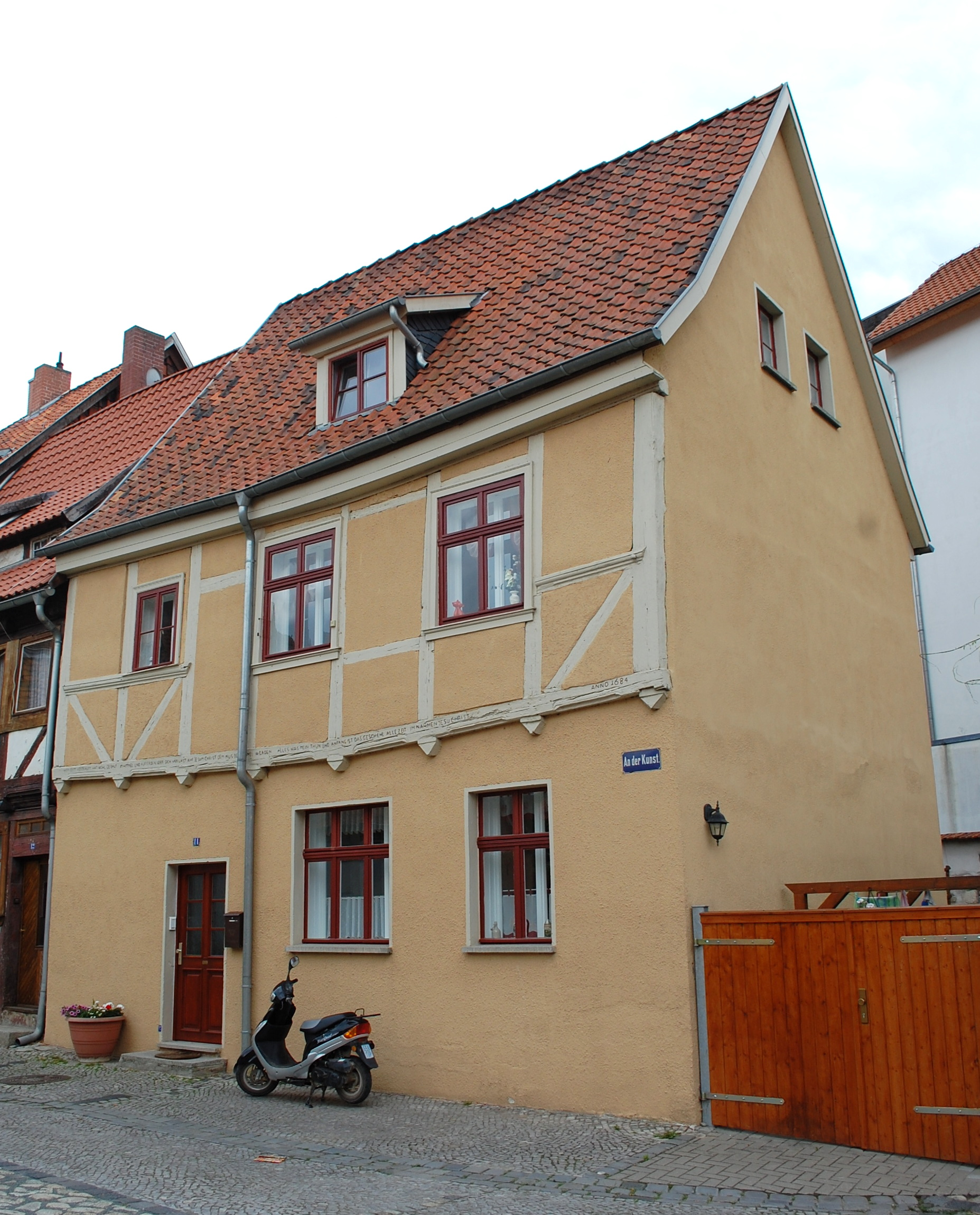
An der Kunst 11

Das Haus An der Kunst 11 ist ein denkmalgeschütztes Gebäude in der Stadt Quedlinburg in Sachsen-Anhalt.

## Lage
Es befindet sich im Stadtgebiet südlich des Quedlinburger Schlossberges und gehört zum UNESCO-Weltkulturerbe. Südlich grenzt das gleichfalls denkmalgeschützte Haus An der Kunst 12 an.

## Architektur und Geschichte
Die Entstehung des im Quedlinburger Denkmalverzeichnis als Wohnhaus eingetragenen Fachwerkhauses ist nach einer Bauinschrift auf das Jahr 1681 datiert. Als tatsächliches Baujahr wird jedoch auch das Jahr 1687 für möglich gehalten. Das Wohnhaus wurde später in einigen Details verändert. An der Stockschwelle finden sich jedoch Pyramidenbalkenköpfe und Schiffskehlen. Darüber hinaus besteht der Rest eines profilierten Brüstungsholzes und Fußbänder.